# Никанор (Клементьевский)
Митрополи́т Никано́р (в миру Николай Степанович Клементьевский; 26 ноября 1787, Сергиев Посад — 17 сентября 1856, Санкт-Петербург) — епископ Православной российской церкви; с 20 ноября 1848 года митрополит Новгородский, Санкт-Петербургский, Эстляндский и Финляндский, первенствующий член Святейшего правительствующего синода.

## Биография
Родился в семье священника Успенской, что в Клементьеве, церкви Сергиева Посада Московской епархии, Стефана Алексеева. В 1797 году поступил в Троицкую духовную семинарию, где ему была дана фамилия Клементьевский — по приходу его родителя.
По окончании семинарии, в 1809 году, митрополит Московский Платон (Левшин) назначил его в ту же семинарию учителем греческого и еврейского языков; позже также преподавал риторику.
9 апреля 1812 года епископом Евгением (Казанцевым) пострижен в монашество; рукоположён во иеродиакона митрополитом Платоном, во иеромонаха архиепископом Августином (Виноградским). В июле 1813 года — соборный иеромонах московского ставропигиального Донского монастыря.
C 31 октября 1814 года — архимандрит, настоятель Спасо-Вифанского монастыря.
В августе 1818 года определён ректором и профессором богословия в Вифанскую семинарию с назначением в члены Московской консистории и перемещением в коломенский Голутвин монастырь. 19 апреля 1819 года. перемещён в московский Высоко-Петровский монастырь.
В январе 1826 года определён быть и 28 марта того же года хиротонисан во епископа Ревельского, викария Петербургской епархии с поручением управления Сергиевой пустынью; в Петербурге сделался близким помощником митрополита Серафима (Глаголевского).
С 9 сентября 1831 года — епископ Калужский и Боровский. В Калуге он пробыл три года, оставив по себе хорошие воспоминания.
С 5 сентября 1834 года — епископ Минский и Гродненский.
21 апреля 1835 года возведён в сан архиепископа.
Во время его служения в Минске в православие было обращено более 16 тыс. человек, а в 1839 году он присутствовал и на общем торжестве воссоединения униатов.
С 28 января 1840 года — архиепископ Волынский и Житомирский и архимандрит Почаевской лавры.
В первый год его служения здесь как раз и архиерейская волынская кафедра была перемещена из Почаевской лавры в Житомир, так что архиепископу немало пришлось понести забот по устройству на новом месте. Много следов его заботливости сохранилось и в Почаевской лавре: он устроил особый придел в главном лаврском храме во имя Чудотворца Николая, украсил драгоценной ризой чудотворную Почаевскую икону Божией Матери, поновил монастырские здания, благоустроил лаврский хор. В епархии по его инициативе были организованы катехизические поучения для народа.
Из Житомира в мае 1842 года был вызван в Петербург для присутствования в Святейшем синоде.
В период пребывания в Петербурге 17 января 1843 года назначен архиепископом Варшавским и Новогеоргиевским с оставлением в должности архиепископа Волынского.
Высочайшим рескриптом от 4 ноября 1848 года ввиду «тяжкого и долговременного недуга» митрополита Новгородского и Санкт-Петербургского Антония (Рафальского), последний был уволен от Новгородской епархии, которая была вверена архиепископу Никанору с поручением управлять и Санкт-Петербургской епархиею во время болезни Антония, с возведением в сан митрополита. 20 ноября назначен на столичную кафедру.
Кроме своих прямых архипастырских трудов, митрополит Никанор принимал активное участие в деятельности Императорского человеколюбивого общества, главным попечителем и председателем совета которого он состоял. При его попечении возникло несколько новых благотворительных заведений общества. В своём лице он соединял немало и других почётных званий. Он был почётным членом конференций Казанской и Московской духовных академий, почётным членом Санкт-Петербургских университета и академии наук, медико-хирургической академии, археологического общества.
По замечанию биографа, митрополит Никанор за восемь лет управления Петербургской митрополией «прославился необыкновенно ревностной точностью в исполнении возложенных на него обязанностей». Однако, как первенствующий член Синода, не отличался силою воли и административными способностями и потому был послушным орудием в руках обер-прокурора графа Николая Протасова.
26 августа 1856 года в Москве участвовал в коронации императора Александра II, сослужа митрополиту Московскому Филарету (Дроздову).
17 сентября 1856 года скончался. Похоронен в Духовской церкви Александро-Невской лавры, под Царскими вратами.

## Труды
- Избранные слова и речи в 3-х томах. СПб, 1857.
  - Том первый
  - Том второй
  - Том третий
- Изъяснение текста в XII главах послания ап. Павла к римлянам.